# Argo (oceanografi)
 For alternative betydninger, se Argo. (Se også artikler, som begynder med Argo)
Argo er et observationssystem af jordens verdenshave som giver realtidsdata til anvendelse indenfor klima-, vejr-, oceanografi- og fiskeriforskning.

 
Argo består af mere end 3000 små, frit drivende robotsonder i verdenshavene. Sonderne dykker ned til 2 km og flyder hver 10. dag op til overfladen. På vejen op måler sonderne vandets ledningsevne og temperaturprofil. Fra disse data beregnes salinitet og massefylde. Dataene sendes til forskere via satellit. Dataene er frit tilgængelige for alle, uden restriktioner. Det oprindelige projektmål, at søsætte 3.000 sonder, blev nået i november 2007.

## Internationalt samarbejde
Argo programmet er et samarbejde mellem 50 forsknings- og operationelleagenturer fra 26 lande, med USA bidragende med over halvdelen af udgifterne (status december 2004).  Argo er en komponent af Integrated Ocean Observing System.

## Dataresultater
Josh Willis fra NASAs Jet Propulsion Laboratory har tidligere rapporteret at Argo systemet ikke har vist nogen havopvarmning siden det startede i 2003. "There has been a very slight cooling, but not anything really significant," har Willis udtalt. 
Men efter at målefejl er blevet fjernet fra måledataene, viser det sig at verdenshavene faktisk er blevet varmere siden 2003.

Her er en graf baseret på Argo måledata frem til 2008/2009.